# Пулски университет
Пулски университет „Юрай Добрила“ (на хърватски: Sveučilište Jurja Dobrile u Puli) е държавен университет, намиращ се в град Пула, окръг Истрия, Хърватия. Основан е през 2006 година.

## Структура
Понастоящем в университета има 1 факултет и 4 департамента, в които се обучават 2465 студенти.

### Факултет
- Факултет по икономика и туризъм „Д-р Мийо Миркович“

### Департаменти
- Департамент за хуманитарни науки
- Департамент за музика
- Департамент за изследвания на италиански език
- Департамент по образователни науки